# Daylaman
El Daylaman (en persa: دیلمان‎), también transliterado como Deylaman o Deilaman, es una fragata ligera, calificada internamente como destructor clase Moudge de la Armada de la República Islámica de Irán destinado en la Flota Septentrional iraní del Mar Caspio como sustituto del buque de su misma clase, Damavand.
Su nombre se debe al condado de Deylaman, en la región costera del Caspio iraní de Daylam.

## Diseño y construcción
El buque es la versión más moderna y avanzada de la clase Moudge, siendo un buque de 1.500 toneladas. Cuenta con equipamiento que le permite desplegar misiles por tierra, mar y aire.
El Daylaman cuenta con 95 metros de eslora y 11 metros de manga. Es capaz de lanzar torpedos mientras viaja a 30 nudos de acuerdo con la agencia de noticias estatal IRNA.
Igual que el resto de los buques de su clase, cuenta con una cubierta trasera con capacidad para un helicóptero.
El buque fue puesto en quilla en 2017 y se desconoce cuándo fue botado.

## Historial
El Daylaman fue asignado a la Flota Septentrional, la fuerza naval iraní en el Mar Caspio el 27 de noviembre de 2023, designando su puerto de acuartelamiento en Bandar-e Anzali, como sustituto del buque de su misma clase, el Damavand, naufragado en enero de 2018 y, según fuentes oficiales iraníes, en reparación desde entonces.